# Szalay István (labdarúgó)
Szalay István (1912. szeptember 16. – 1981. március 14.) válogatott labdarúgó, hátvéd. A sportsajtóban Szalay II néven volt ismert.

## Pályafutása

### Klubcsapatban
A Nemzeti FC, majd a WMFC Csepel labdarúgója volt. A Csepellel két bajnoki címet szerzett. Fegyelmezett, megbízható játékos volt, aki hátvédként vagy fedezetként is kiemelkedő teljesítményt nyújtott.

### A válogatottban
1939 és 1943 között öt alkalommal szerepelt a magyar labdarúgó-válogatottban.

## Sikerei, díjai
- Magyar bajnokság
  - bajnok: 1941–42, 1942–43
- Az év labdarúgója: 1943

## Statisztika

### Mérkőzései a válogatottban
| Magyarország | Magyarország         | Magyarország              | Magyarország | Magyarország | Magyarország | Magyarország | Magyarország | Magyarország |
| #            | Dátum                | Helyszín                  | Hazai        | Eredmény     | Vendég       | Kiírás       | Gólok        | Esemény      |
| ------------ | -------------------- | ------------------------- | ------------ | ------------ | ------------ | ------------ | ------------ | ------------ |
| 1.           | 1939. szeptember 24. | Budapest, Üllői úti pálya | Magyarország | 5 – 1        | Németország  | barátságos   | -            |              |
| 2.           | 1939. október 22.    | Bukarest, ANEF-stadion    | Románia      | 1 – 1        | Magyarország | barátságos   | -            |              |
| 3.           | 1942. november 1.    | Budapest, Üllői úti pálya | Magyarország | 3 – 0        | Svájc        | barátságos   | -            |              |
| 4.           | 1943. május 16.      | Genf, Charmilles Stadion  | Svájc        | 1 – 3        | Magyarország | barátságos   | -            |              |
| 5.           | 1943. június 6.      | Szófia, Junak Stadion     | Bulgária     | 2 – 4        | Magyarország | barátságos   | -            |              |
|              | Összesen             |                           |              | 5            | mérkőzés     |              | 0            | gól          |